# Abtei Vlierbeek

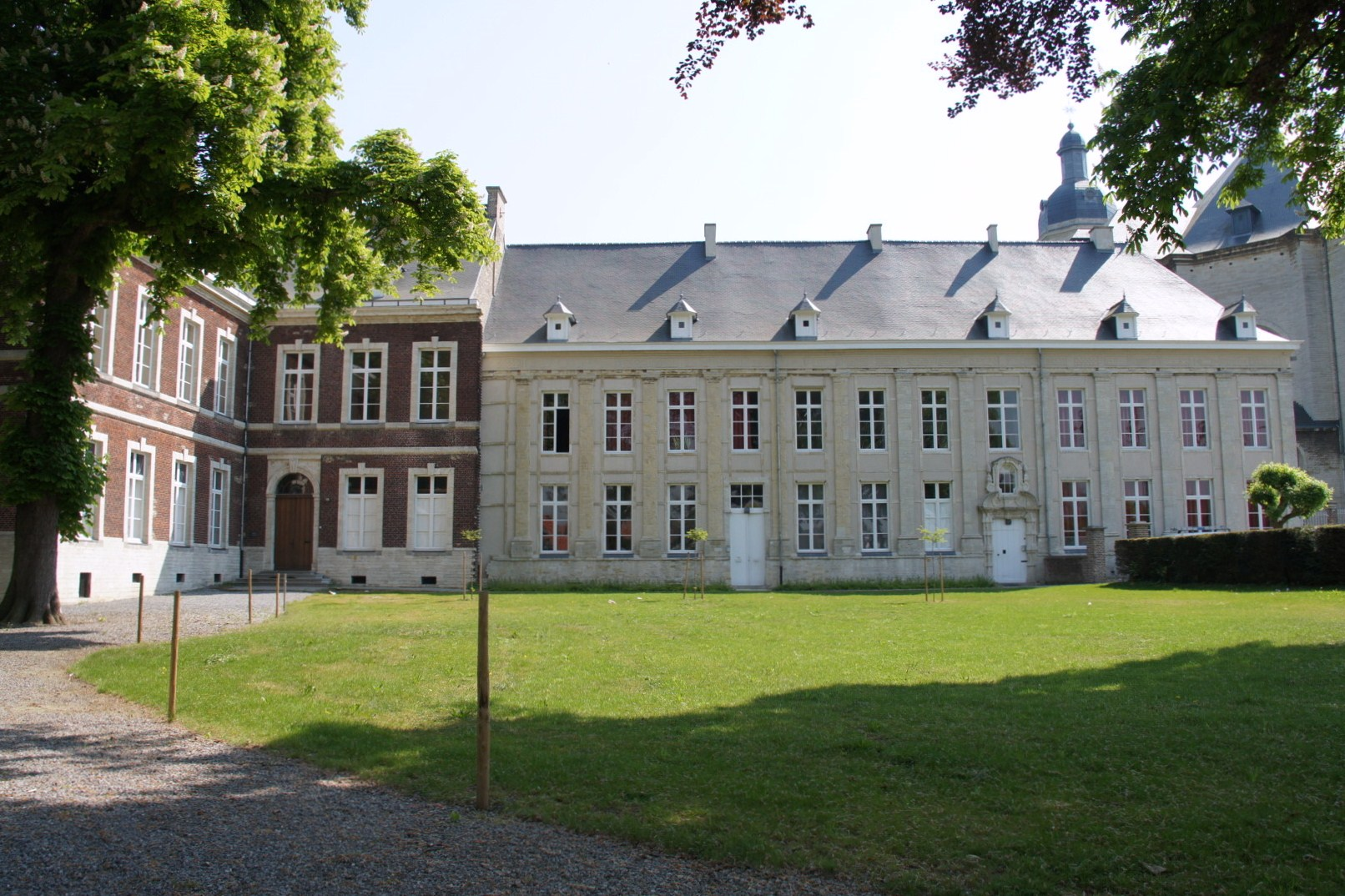
Das 1776 erbaute Abtsquartier der Abtei Vlierbeek

Die Abtei Vlierbeek (ndl.: Abdij van Vlierbeek) ist eine ehemalige Benediktinerabtei in Kessel-Lo, einem Stadtteil im Nordosten von Löwen, der Provinzhauptstadt Flämisch-Brabants in Belgien.

## Geschichte
Im Jahr 1125 schenkte der damalige Graf von Löwen und zugleich Landgraf von Brabant Gottfried der Bärtige (1095–1139) den Benediktinern der Abtei Affligem in Vlierbeek ein Gelände zur Errichtung einer Priorei. Zwei Jahre später, im Jahr 1127, zogen die ersten Mönche dort ein und bereits im Jahr 1165 wurde die Priorei zur Abtei erhoben. 1170 wurde eine romanische Kirche errichtet. Zwischen 1165 und 1572 blühte die nun eigenständige Abtei und hatte neben Höfstellen in Holsbeek, Geetbets, Kortenaken und anderen ostbrabantischen Orten auch einen Weingarten am Kesselberg.
Seit 1533 hatte der Abt von Vlierbeek einen Sitz in der Allgemeinen Ständeversammlung (Staten-Generaal) der damals noch nicht aufgeteilten Niederlande. Der eigene Sitz verstärkte die Bedeutung der Abtei.
Im September 1572 wurde die Abtei dann durch eine Heereseinheit von Wilhelm von Oranien verwüstet, da die Abtei sich geweigert hatte, Wilhelms Heer mit Proviant zu versorgen. Die Gebäude wurden zerstört und in Brand gesteckt. Die Mönche flohen nach Löwen und nahmen Zuflucht im „Hof ter Vlierbeeck“ in Craenendonck.
Genau 70 Jahre nach der Zerstörung, im Jahr 1642, kehrten die Mönche unter ihrem Abt Petrus Scribs zum Ursprungsort Vlierbeek zurück und bauten auf den Ruinen des alten Klosters die Gebäude der neuen Abtei auf. Es entwickelte sich danach eine zweite Blütezeit von 1642 bis 1796.
Am 1. September 1796 kam im Rahmen der französischen Besatzung das endgültige Ende für die Abtei. Da die Mönche nicht weichen wollten, wurde sie im Januar 1797 mit Waffengewalt durch französisches Militär vertrieben. Im Jahr darauf, 1798, verkauften die Franzosen die Abteigebäude und die dazugehörigen Ländereien. 1801 kehrten der Abt und ein paar Mönche zurück, ohne dass das Kloster wirklich auflebte.
Auch nach Abzug der Franzosen wurde es nicht wieder eröffnet. Stattdessen wurde die Abteikirche 1830 von der neu gegründeten Gemeinde Kessel-Lo als Gemeindekirche in Gebrauch genommen. Es kam jedoch in späteren Jahren zu Gemeindeabspaltungen, so dass am Ende die Kirche nur noch von der Gemeinde in Vlierbeek genutzt wurde.
Im Jahr 1970 kaufte die Provinz Brabant die damals noch ländlichen Gebiete um die Gebäude der Abtei herum, um die Zersiedelung der Gegend zu verhindern. Es entstand in der Folge die Provinzialdomäne Kessel-Lo.
Nördlich der Abtei liegen die Hügel des Naturgebiets Kesselberg, die in das Gesamtkonzept der Provinzialdomäne mit einbezogen sind. Die Abteigebäude selbst gehören heute zu einem Teil der Kirchengemeinde Vlierbeek, zum anderen Teil befinden sie sich in Privatbesitz.

## Bilder

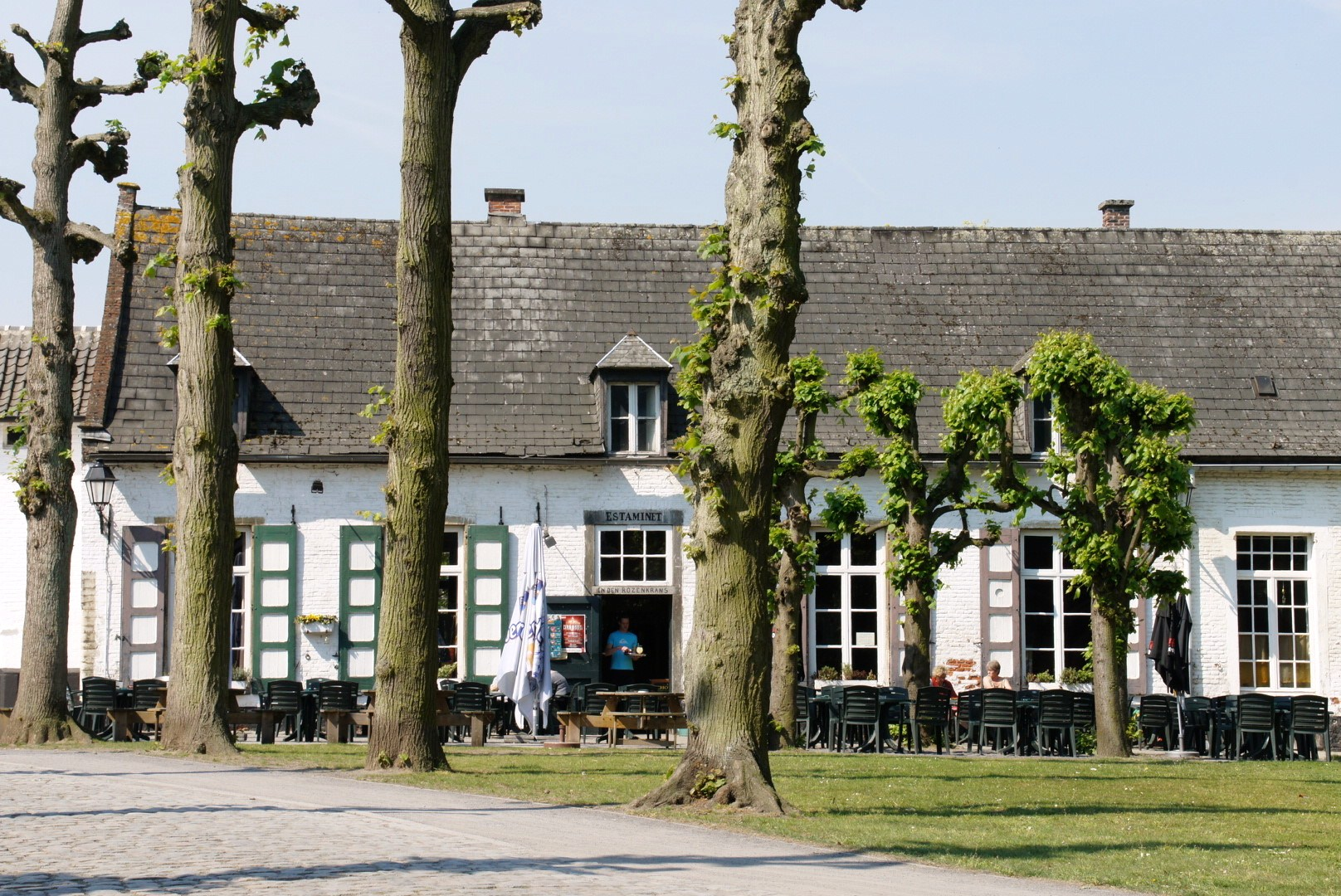
Die Herberge „In den Rozenkrans“ nahe der Abtei Vlierbeek
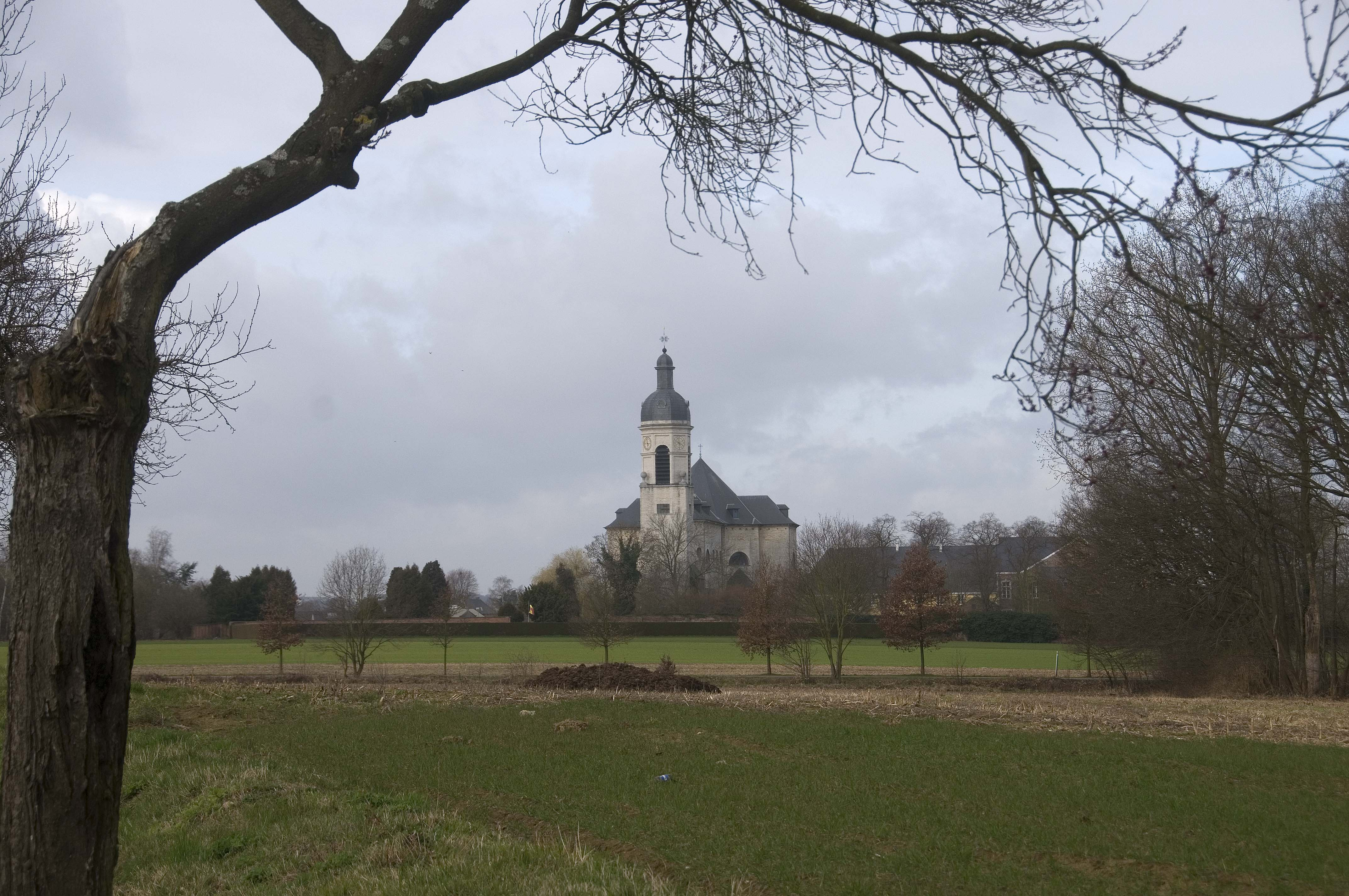
Die heutige Abteikirche wurde im Jahr 1776 erbaut
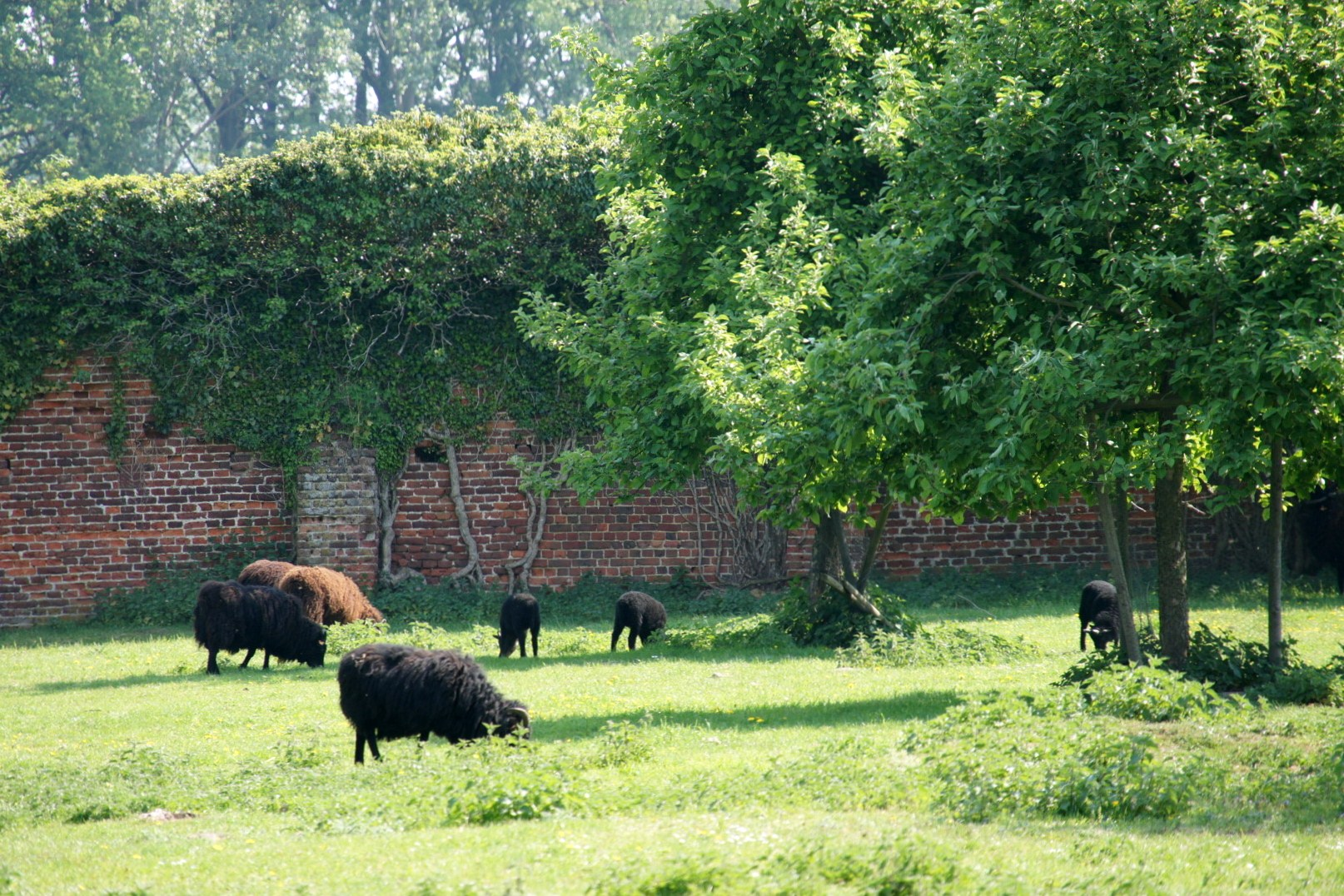
Der „boomgaard“, ein ummauerter Obstgarten aus dem 17. Jahrhundert mit Hochstammbäumen. Heute grasen aus Schottland stammende Hebriden-Schafe zwischen den Bäumen.
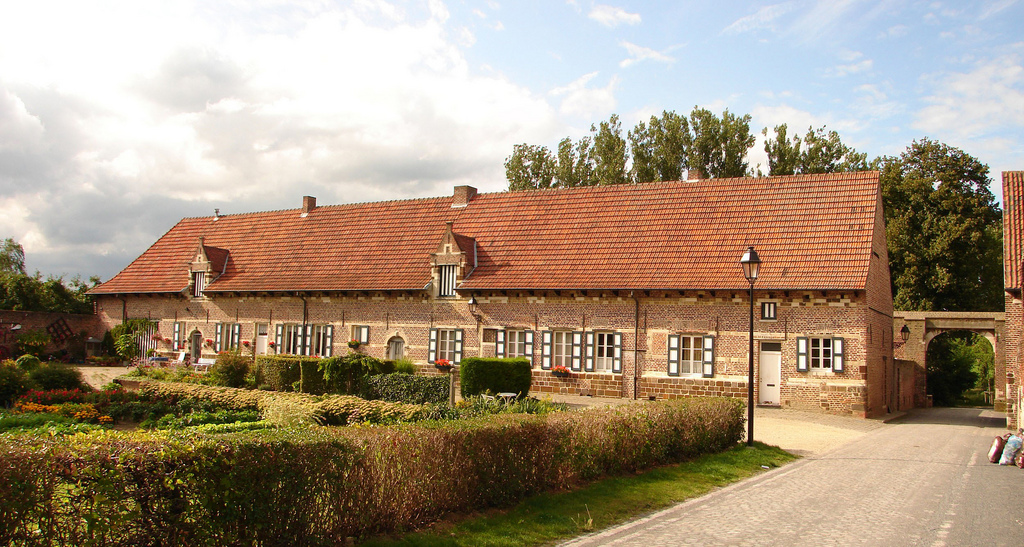
Nebengebäude der Abtei Vlierbeek
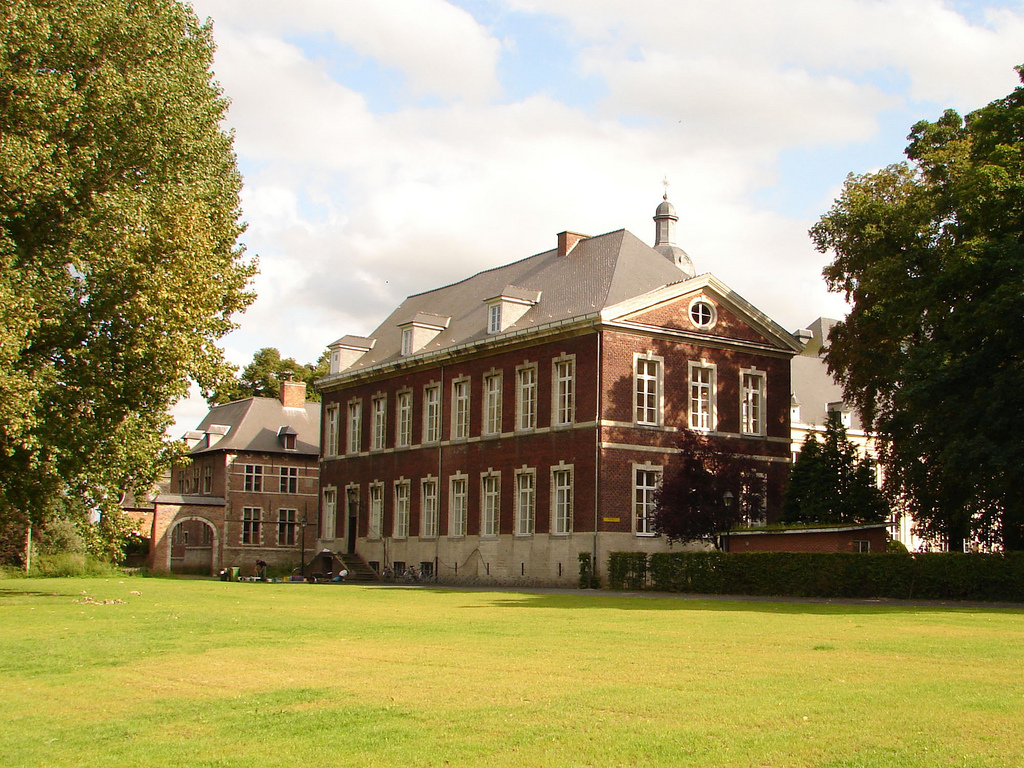
Das 1776 erbaute Abtsquartier der Abtei Vlierbeek von außen betrachtet
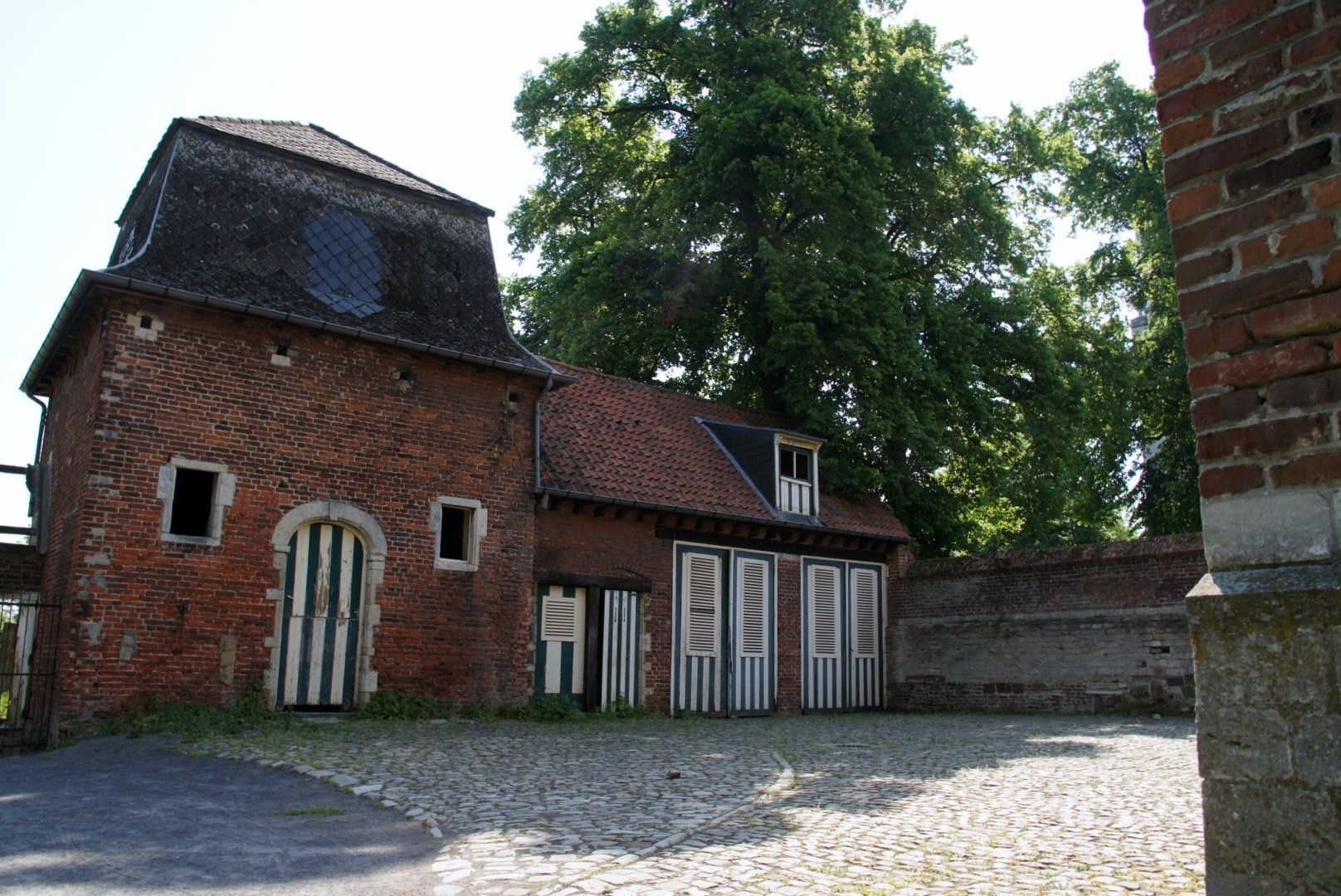
Kutschhaus und Pferdestall aus dem 19. und 18. Jahrhundert